# Młyn w Chorzęcinie
Młyn w Chorzęcinie – drewniany młyn nad Wolbórką wybudowany ok. 1936 r. Znajduje się w Chorzęcinie, w gminie Tomaszów Mazowiecki, w województwie łódzkim.

## Historia miejsca
Według tradycji lokalnej uprzednio istniał tu drewniany, parterowy młyn usytuowany na palach dębowych nad wodą (część produkcyjna) oraz na stałym lądzie (część mieszkalna) wybudowany w pierwszej połowie XIX w. W późniejszym okresie został znacznie rozbudowany i unowocześniony. Początkowo był zasilany kołem wodnym podsiębiernym, a przed I wojną światową zainstalowana została turbina wodna. W okresie międzywojennym moc przemiałowa młyna wynosiła ok. 3,5-4 t zboża na dobę. Również w tym okresie zainstalowano walce i nowe urządzenia czyszczące. W 1936 r. młyn został rozebrany.

## Obecny młyn
W miejscu po rozebranym młynie został wybudowany nowy młyn: budynek dwupiętrowy o konstrukcji słupowo-ryglowej, oszalowany deskami, na fundamentach z kamienia i cegły, z dachem dwuspadowym krytym papą. Od strony południowej przylega do niego drewniana turbinownia, zaś od strony północnej - budynek mieszkalny. Młyn był zasilany początkowo turbiną wodną. Jego moc przemiałowa wynosiła ok. 4-4,5 t zboża na dobę. W okresie II wojny światowej był z krótkimi przerwami unieruchomiony. Po wojnie podjął pracę. Od ok. 1947 r. był poruszany silnikiem elektrycznym. W okresie PRL stanowił własność prywatną. W 1995 r. wymieniono wyposażenie na nowsze. W 2020 r. powstał film poświęcony historii młyna z Chorzęcina w ramach przedsięwzięcia „Mapa Ginących Zawodów”.

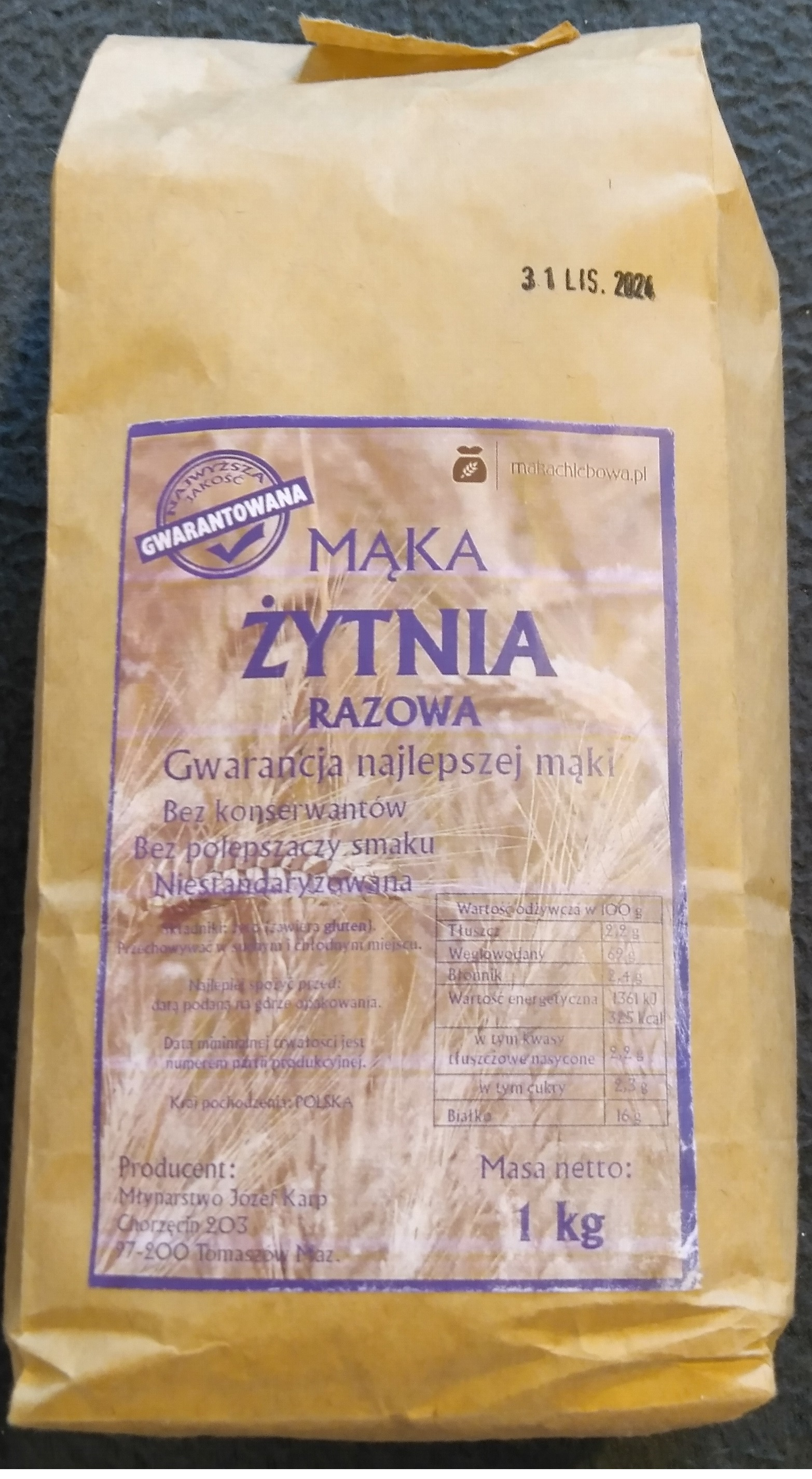
Mąka żytnia wyprodukowana w Chorzęcinie.

W 2024 r. młyn jest czynny. Oferuje mąkę pszenną i żytnią. W sąsiedztwie młyna przebiega szlak kajakowy.